# En Avant de Guingamp 2018-2019 (femminile)
Questa voce raccoglie le informazioni riguardanti la squadra femminile dell'En Avant de Guingamp 2018-2019 nelle competizioni ufficiali della stagione 2018-2019.

## Divise e sponsor
La grafica riproponeva l'abbinamento cromatico basato sui colori sociali del club, rosso e nero, adottato dal Guingamp maschile. Main sponsor era Celtigel, lo sponsor tecnico, fornitore delle tenute da gioco, era Umbro.
| Casa | Trasferta | Terza divisa |

## Organigramma societario
Area tecnica
- Allenatore: Frédéric Biancalani
- Vice allenatore:
- Preparatore dei portieri:
- Preparatore atletico:
- Medico sociale:
- Fisioterapista:
- Coordinatore:

## Rosa
Rosa, ruoli e numeri di maglia come da sito ufficiale e footofeminin.fr, aggiornati al 6 ottobre 2018.
| N. |                    | Ruolo | Calciatrice              |
| -- | ------------------ | ----- | ------------------------ |
| 2  | Camerun (bandiera) | D     | Claudine Tcheno          |
| 3  | Francia (bandiera) | D     | Fanny Hoarau             |
| 4  | Francia (bandiera) | D     | Julie Debever (capitano) |
| 5  | Francia (bandiera) | D     | Charlotte Lorgeré        |
| 6  | Francia (bandiera) | D     | Maëvane Drozo            |
| 7  | Francia (bandiera) | A     | Faustine Robert          |
| 8  | Francia (bandiera) | A     | Adelie Fourre            |
| 9  | Nigeria (bandiera) | A     | Desire Oparanozie        |
| 10 | Francia (bandiera) | C     | Léa Le Garrec            |
| 11 | Francia (bandiera) | A     | Louise Fleury            |
| 12 | Francia (bandiera) | A     | Morgane Decostere        |
| 15 | Francia (bandiera) | D     | Nolwenn Cheval           |

| N. |                       | Ruolo | Calciatrice         |
| -- | --------------------- | ----- | ------------------- |
| 16 | Francia (bandiera)    | P     | Solène Durand       |
| 17 | Madagascar (bandiera) | C     | Juliette Merle      |
| 18 | Francia (bandiera)    | C     | Youna Bosseur       |
| 19 | Francia (bandiera)    | D     | Emmy Jezequel       |
| 20 | Francia (bandiera)    | A     | Léonie Le Moing     |
| 21 | Russia (bandiera)     | C     | Ekaterina Tyryškina |
| 22 | Francia (bandiera)    | D     | Elodie Dinglor      |
| 24 | Francia (bandiera)    | C     | Ella Palis          |
| 25 | Francia (bandiera)    | C     | Léa Abadou          |
| 28 | Francia (bandiera)    | C     | Sana Daoudi         |
| 30 | Francia (bandiera)    | P     | Agathe Fauvel       |
| 40 | Francia (bandiera)    | P     | Manon Toti          |

## Calciomercato

### Sessione estiva
| Acquisti | Acquisti            | Acquisti        | Acquisti   |
| R.       | Nome                | da              | Modalità   |
| -------- | ------------------- | --------------- | ---------- |
| D        | Fanny Hoarau        | Rodez           | definitivo |
| C        | Sana Daoudi         | Atlético Madrid | definitivo |
| C        | Ekaterina Tyryškina | Rodez           | definitivo |

| Cessioni | Cessioni        | Cessioni      | Cessioni   |
| R.       | Nome            | a             | Modalità   |
| -------- | --------------- | ------------- | ---------- |
| P        | Jade Lebastard  | CPBB Football | definitivo |
| D        | Agathe Ollivier | Saint-Malo    | definitivo |

### Sessione invernale
| Acquisti | Acquisti        | Acquisti        | Acquisti    |
| R.       | Nome            | da              | Modalità    |
| -------- | --------------- | --------------- | ----------- |
| A        | Emelyne Laurent | Olympique Lione | in prestito |

| Cessioni | Cessioni | Cessioni | Cessioni |
| R.       | Nome     | a        | Modalità |
| -------- | -------- | -------- | -------- |
|          |          |          |          |

## Risultati

### Division 1

#### Girone di andata
| Arbitro: | Vanderstichel |

|                                            |           |  |
| Sällström 10’ Meffometou Tcheno 53’ (aut.) | Marcatori |  |

| Arbitro: | Soriano |

|            |           |              |
| Fourré 30’ | Marcatori | 57’ Declercq |

| Arbitro: | Vanderstichel |

|  |           |                         |
|  | Marcatori | 67’, 71’, 86’ Le Sommer |

| Arbitro: | Taleb |

|  |           |           |
|  | Marcatori | 22’ Palis |

| Arbitro: | Soriano |

|                          |           |  |
| Le Garrec 73’ Fourré 83’ | Marcatori |  |

| Saint-Médard-en-Jalles 13 ottobre 2018, ore 14:30 CEST 6ª giornata | Bordeaux        | 0 – 0 referto | Guingamp | Stadio Robert Monseau (451 spett.)\| Arbitro: \| Robin Chapapria \| |
| Arbitro:                                                           | Robin Chapapria |               |          |                                                                     |

| Arbitro: | Di Benedetto |

|                                  |           |  |
| Fourré 50’ Robert 77’ Fleury 86’ | Marcatori |  |

| Arbitro: | Bartnik |

|            |           |  |
| Katoto 73’ | Marcatori |  |

| Arbitro: | Maubacq |

|                                          |           |           |
| Fourré 4’, 58’ Oparanozie 14’ Fleury 52’ | Marcatori | 42’ Léger |

| Arbitro: | Di Benedetto |

|            |           |           |
| Clerac 23’ | Marcatori | 4’ Fourré |

| Arbitro: | Soriano |

|           |           |                                                          |
| Béché 67’ | Marcatori | 50’, 90+1’ Le Bihan 56’ Dekker 61’ Toletti 74’ Jakobsson |

#### Girone di ritorno
| Arbitro: | Maubacq |

|                                                                                              |           |  |
| Robert 39’ (aut.) Ad. Hegerberg 43’, 48’ Van de Sanden 52’ Marozsán 62’, 74’ Le Sommer 90+1’ | Marcatori |  |

| Arbitro: | Goncalves |

|              |           |            |
| Bouillot 58’ | Marcatori | 56’ Fourré |

| Arbitro: | Efe |

|  |           |            |
|  | Marcatori | 6’ Lavogez |

| Arbitro: | Bartnik |

|                       |           |                      |
| Delie 47’ Khelifi 88’ | Marcatori | 26’ (rig.) Le Garrec |

| Arbitro: | Di Benedetto |

|                            |           |            |
| Robert 5’, 69’ Laurent 80’ | Marcatori | 65’ Thiney |

| Arbitro: | Soriano |

|  |           |            |
|  | Marcatori | 65’ Thiney |

| Arbitro: | Soriano |

|                            |           |                             |
| Diaz 56’, 67’ Boussaha 87’ | Marcatori | 4’, 45’ Fleury 9’ Le Garrec |

| Arbitro: | Bartnik |

|            |           |  |
| Gauvin 72’ | Marcatori |  |

| Arbitro: | Vanderstichel |

|  |           |           |
|  | Marcatori | 5’ Cambot |

| Arbitro: | Bartnik |

|         |           |                 |
| Roy 90’ | Marcatori | 37’, 63’ Fleury |

| Arbitro: | Solenne Bartnik |

|             |           |             |
| Debever 67’ | Marcatori | 42’ Paredes |

### Coppa di Francia
| Arbitro: | Burban |

|                                                          |           |             |
| Tyryškina 15’ Robert 41’, 64’ Debever 84’ Jézéquel 90+3’ | Marcatori | 43’ Niakaté |

| Arbitro: | Vanderstichel |

|                 |           |                                                             |
| Robert 15’, 38’ | Marcatori | 49’ Bussaglia 55’ Nakkach 70’ Awona 77’ Bouillot 86’ Thomas |

## Statistiche

### Statistiche di squadra
| Competizione     | Punti | In casa | In casa | In casa | In casa | In casa | In casa | In trasferta | In trasferta | In trasferta | In trasferta | In trasferta | In trasferta | Totale | Totale | Totale | Totale | Totale | Totale | DR |
| Competizione     | Punti | G       | V       | N       | P       | Gf      | Gs      | G            | V            | N            | P            | Gf           | Gs           | G      | V      | N      | P      | Gf     | Gs     | DR |
| ---------------- | ----- | ------- | ------- | ------- | ------- | ------- | ------- | ------------ | ------------ | ------------ | ------------ | ------------ | ------------ | ------ | ------ | ------ | ------ | ------ | ------ | -- |
| Division 1       | 24    | 11      | 4       | 2       | 5       | 15      | 14      | 11           | 2            | 4            | 5            | 9            | 19           | 22     | 6      | 6      | 10     | 24     | 33     | -9 |
| Coppa di Francia | -     | 2       | 1       | 0       | 1       | 7       | 6       | -            | -            | -            | -            | -            | -            | 2      | 1      | 0      | 1      | 7      | 6      | +1 |
| Totale           | -     | 13      | 5       | 2       | 6       | 22      | 20      | 11           | 2            | 4            | 5            | 9            | 19           | 24     | 7      | 6      | 11     | 31     | 39     | -8 |

### Andamento in campionato
| Giornata  | 1  | 2  | 3  | 4 | 5 | 6 | 7 | 8 | 9 | 10 | 11 | 12 | 13 | 14 | 15 | 16 | 17 | 18 | 19 | 20 | 21 | 22 |
| --------- | -- | -- | -- | - | - | - | - | - | - | -- | -- | -- | -- | -- | -- | -- | -- | -- | -- | -- | -- | -- |
| Luogo     | T  | C  | C  | T | C | T | C | T | C | T  | C  | T  | T  | C  | T  | C  | C  | T  | T  | C  | T  | C  |
| Risultato | P  | N  | P  | V | V | N | V | P | V | N  | P  | P  | N  | P  | P  | V  | P  | N  | P  | P  | V  | N  |
| Posizione | 11 | 11 | 11 | 9 | 6 | 7 | 4 | 5 | 4 | 4  | 5  | 6  | 7  | 7  | 7  | 7  | 7  | 7  | 8  | 9  | 7  | 7  |

Legenda:

Luogo: C = Casa; T = Trasferta. Risultato: V = Vittoria; N = Pareggio; P = Sconfitta.

### Statistiche delle giocatrici
| Giocatore    | Division 1 | Division 1 | Division 1  | Division 1 | Coppa di Francia | Coppa di Francia | Coppa di Francia | Coppa di Francia | Totale   | Totale | Totale      | Totale     |
| Giocatore    | Presenze   | Reti       | Ammonizioni | Espulsioni | Presenze         | Reti             | Ammonizioni      | Espulsioni       | Presenze | Reti   | Ammonizioni | Espulsioni |
| ------------ | ---------- | ---------- | ----------- | ---------- | ---------------- | ---------------- | ---------------- | ---------------- | -------- | ------ | ----------- | ---------- |
| L. Abadou    | 8          | 0          | 0           | 0          | -                | -                | -                | -                | 8        | 0      | 0           | 0          |
| L. Le Garrec | 22         | 3          | 1           | 0          | 1                | 0                | 0                | 0                | 23       | 3      | 1           | 0          |